# Фэллон, Майкл
Сэр Майкл Фэллон (англ. Sir Michael Fallon; род. 14 мая 1952, Перт, Шотландия) — министр обороны в первом и втором кабинете Дэвида Кэмерона (2014—2016), а также в первом и втором кабинетах Терезы Мэй (2016—2017).

## Биография
В 1974 году окончил университет в Сент-Эндрюсe (Шотландия).
В 1974—1975 годах работал в Европейском образовательном исследовательском центре (European Educational Research Trust), с 1975 по 1979 год — в Исследовательском департаменте Консервативной партии (Conservative Research Department); одновременно в 1977—1978 годах являлся секретарём Комитета по вопросам будущего в Палате лордов (Committee on Future of the House of Lords). С 1979 по 1981 год состоял управляющим директором European Consultants Ltd, с 1979 по 1983 год — помощником баронессы Эллес.
В 1983 году впервые избран в Палату общин от Консервативной партии в избирательном округе Дарлингтон, но на выборах 1992 года уступил лейбористу Алану Милберну. В 1988 году занял в правительстве Маргарет Тэтчер должность помощника парламентского организатора, а в 1990 году состоял лордом-комиссаром Министерства финансов (Lord Commissioner of HM Treasury). С 1997 года избирается в округе Севеноакс. В 1997 году являлся теневым министром торговли и промышленности, в 1997—1998 годах — теневым министром финансов.
В мае 2009 года газета The Daily Telegraph обвинила Фэллона в том, что он включил в сумму для возмещения парламентских расходов полную сумму платежей по своей ипотеке, хотя имел право на компенсацию только процентов, и, таким образом, незаконно получил из бюджета компенсацию в объёме 8300 фунтов стерлингов.
В сентябре 2010 года Фэллон стал заместителем председателя Консервативной партии, 4 сентября 2012 года назначен младшим министром предпринимательства в первом кабинете Кэмерона, 28 марта 2013 года — младшим министром энергетики, а 16 января 2014 года назначен министром по делам Портсмута с основной задачей оказать городу необходимую помощь в преодолении проблем, вызванных закрытием судостроительной верфи.
15 июля 2014 года перемещён в кресло министра обороны.
На выборах 2015 года победил с результатом 56,9 % голосов, далеко опередив сильнейшего соперника — представителя Партии независимости Стива Линдсея, получившего поддержку 17,9 % избирателей. С другой стороны, по сравнению с предыдущими выборами Фэллон улучшил свой результат на 0,1 %, а ПНСК — на 14 %.
Во втором кабинете Кэмерона, сформированном по итогам выборов 7 мая 2015 года, Фэллон сохранил за собой должность министра обороны.
13 июля 2016 года Дэвид Кэмерон ушёл в отставку с должности премьер-министра в связи с исходом референдума о членстве Британии в Евросоюзе, на котором британцы проголосовали за выход Великобритании из ЕС. Преемником Кэмерона стала министр внутренних дел Великобритании Тереза Мэй, в её кабинете сохранил должность министра обороны.
9 июня 2017 года Фэллон вновь получил портфель министра обороны при формировании второго кабинета Мэй.
1 ноября 2017 года ушёл в отставку с правительственной должности в разгар кампании против случаев сексуального домогательства со стороны членов парламента, признав факт ненадлежащего поведения в отношении журналистки Джулии Хартли-Брюер пятнадцатью годами ранее.

## Убеждения
В интервью BBC, комментируя намерение избранного президента США Дональда Трампа назначить Джеймса Мэттиса министром обороны, Фэллон заявил: «Россия является стратегическим соперником для нас на Западе, и мы должны это понимать», но заметил при этом, что с интересами России необходимо считаться.

## Личная жизнь
27 сентября 1986 года Майкл Фэллон женился на Венди Элизабет Пэйн (Wendy Elisabeth Payne), у супругов есть двое детей.

## Награды
- Орден Бани степени Рыцаря-Командора с титулом «сэр» (4 августа 2016) — «за политические и государственные заслуги»[16].